# ОМГ Академик Кирил Попов
Математическа гимназия (МГ) „Академик Кирил Попов“ е едно от най-авторитетните училища в град Пловдив, основано на 29 септември 1970 г. Първата редовна учебна година започва на 15 септември 1971 г. Неин първи директор е Димо Малешков, който залага на добър подбор на високо мотивирани професионално подготвени преподаватели.
От 1975 г. до септември 2005 г. и от 27 юли 2009 г. до 27 август 2010 г. директор е Кирчо Атанасов. Приоритет на управлението му е развиване на извънкласните форми. Негов наследник от 2005 г. е доцент Ивайло Старибратов, преди това преподавател по математика в гимназията от 1995 г. Следващият директор е госпожа Веселина Карапеева, дългогодишен преподавател по информатика и информационни технологии в гимназията.
Гимназията има 65 медалисти от международни олимпиади и състезания, описани в създадената „Стена на славата“. През 2004 г. има 7 души олимпийци – математици и информатици. От 2003 г. в МГ са въведени униформи за учениците.
Училището е общинско, профилирано, с профили: математика с интензивно изучаване на чужд език (английски и немски), но е и единственото в България профилирано училище с наличие на професионални паралелки: професия системен програмист и компютърен график. Професионалните паралелки са създадени по програма ФАР през 1997 г. Колективът е участвал в създаването на учебния план на тази професия.
Училището се състои от централна сграда и учебно-практически корпус (УПК), построени с активното участие от учители и ученици. В централната сграда има 2 физкултурни салона. Дворът е голям – с две игрища и баскетболни кошове.
Училището разполага с над 200 компютъра в 8 компютърни зали, библиотека и лаборатория по компютърна графика, кабинет по трудово обучение и лаборатория по експериментална физика.
Всяка година се провеждат „Ден на ученическото самоуправление“, „Дни на таланта“, спортен празник, конкурс за най-хубава стая – „Училището – мой втори дом“, а също и футболен и волейболен турнир. Има действен ученически съвет.
МГ е организатор на два собствени математически турнира – национални турнири по математика „Димо Малешков“ и „Румен Грозданов", които са в календара на СМБ от началото 2000 г.

## Прием
Прием се осъществява след 4 клас на изявени ученици в две паралелки.
След 7 клас се осъществява прием в 8 паралелки – 5 с профил „Математически“ и три професионални. Приемът се осъществява в 4 паралелки с интензивно изучаване на математика и английски език и 1 паралелка с интензивно изучаване на математика и немски език. Балът за класиране в тези паралелки на профил „Математически“ се образува като сбор от утроената оценка от изпита по математика; оценката от изпита по български език и литература; оценката по математика от удостоверението за завършен VII клас и оценката по български език и литература от удостоверението за завършен VII клас.
Балът за професия „Системен програмист“ по ФАР се образува като сбор от утроената оценка от изпита по математика; оценката от изпита по български език и литература; оценката по математика и по български език и литература от удостоверението за завършен VII клас.
В МГ от 2009 година се обучават и ученици по професия „Компютърен графѝк“. Учениците от тази професионална паралелка са с изключителни постижения в сферата на фотография, анимация, колаж и всички сфери на изобразителното изкуство. Водещи учители са едни от най-добрите професионалисти – Румен Манолов, Ваня Шипчанова, Милена Бочукова, както и професионалисти от БНТ. Балът за професия „Компютърен график“ се образува от сбора на удвоената оценка от изпита по изобразително изкуство, оценката от изпита по математика, оценката от изпита по български език; оценката по математика и по български език и литература от удостоверението за завършен VII клас.

### Проекти и успехи
През последните години благодарение на инициативността и под ръководството на Ивайло Старибратов се реализираха множество проекти: „Ремонт и обновяване на сградата“ (2010), „Училище за граждани“ (2009/10), „Виртуална среда за обучение и агресия“ (2009/10), „Да играеш е забавно“ (2009/10), „Школа по главоблъсканици“ (2008/10) „Стажантска програма – учител стажант от Дания“ (2010), „Стажове за ученици в Англия“ (2008/09), „Квалификация на преподаватели в Италия“ (2008/09), „Ученическа компания“ (2011/13) по Коменски с училища от Германия, Норвегия, Чехия, Полша, Естония, Хърватия, Словакия, „Без граници“ (2013/15) и множество участия в национални програми. Златен медал на Константин Гундев – втори в света на олимпиадата по астрономия 2012; златен медал на Ясен Трифонов на Балканиадата по информатика 2012 г.